# 江夏由結
江夏 由結（えなつ ゆき、11月24日 - ）は、日本の脚本家、アニメーター、作詞家。スタジオ・ライブ所属。日本脚本家連盟会員。宮崎県出身。血液型はB型。

## 概要・経歴・人物
ハイテンションでテンポの良い脚本を得意としており、『スクールランブル』シリーズ、『おねがいマイメロディ』シリーズのようなコメディ・ギャグアニメ作品が多い。山田隆司、森脇真琴、ふでやすかずゆき、浦畑達彦、ときたひろこ、笹野恵、まさきひろなどと組んで作品に参加することが多い。
片岡義朗曰く「（スタジオ・）ライブの美女」だという。
芦田豊雄らによる同人サークル「野狐族」の発行する同人誌において、当時まだ本放送前であったテレビアニメ作品『サイボーグ009 THE CYBORG SOLDIER』の内容の一部をネタバレする形で掲載してしまったことがあった。

## 参加作品

### テレビアニメ
1993年
- ドラゴンボールZ（動画）
- 美少女戦士セーラームーンR（動画）

1995年
- 空想科学世界ガリバーボーイ（動画）

2002年
- 炎の蜃気楼（脚本）
- X -エックス-（脚本）
- ぴたテン（脚本）
- サイボーグ009 THE CYBORG SOLDIER（脚本）
- りぜるまいん（脚本）

2003年
- 成恵の世界（脚本）
- ウルトラマニアック（脚本）
- グリーングリーン（脚本）
- F-ZERO ファルコン伝説（設定制作、脚本、ED動画）
- ボボボーボ・ボーボボ（脚本）

2004年
- レジェンズ 甦る竜王伝説（脚本）
- スクールランブル（脚本）

2005年
- ピーチガール（脚本）
- おねがいマイメロディ（脚本）
- 遊☆戯☆王デュエルモンスターズGX（脚本）
- 陰陽大戦記（脚本）

2006年
- ワンワンセレプー それゆけ!徹之進（脚本）
- おねがいマイメロディ 〜くるくるシャッフル!〜（脚本）
- スクールランブル 二学期（脚本）

2007年
- Saint October（シリーズ構成、脚本）
- おねがいマイメロディ すっきり♪（脚本）
- 怪物王女（脚本）
- はたらキッズ マイハム組（脚本）

2008年
- ペンギンの問題（脚本）
- おねがい♪マイメロディ きららっ★（脚本）
- 仮面のメイドガイ（脚本）
- ライブオン CARDLIVER 翔（脚本）

2009年
- バスカッシュ!（脚本）
- ジュエルペット（脚本）
- NEEDLESS（脚本）

2010年
- ジュエルペット てぃんくる☆（脚本）
- ペンギンの問題Max（脚本）
- 海月姫（脚本）
- 探偵オペラ ミルキィホームズ（脚本）

2011年
- カードファイト!! ヴァンガード（脚本）
- はなかっぱ（脚本）
- ジュエルペット サンシャイン（脚本）

2012年
- 探偵オペラ ミルキィホームズ 第2幕（脚本）
- ジュエルペット きら☆デコッ!（脚本）
- カードファイト!! ヴァンガード アジアサーキット編（脚本）

2013年
- カードファイト!! ヴァンガード リンクジョーカー編（脚本）

2014年
- カードファイト!! ヴァンガード レギオンメイト編（脚本）
- オレカバトル（脚本）
- インド版 忍者ハットリくん（脚本）
- デンキ街の本屋さん（脚本）

2015年
- 銃皇無尽のファフニール（シリーズ構成、脚本）
- プリパラ（脚本）

2016年
- ふらいんぐうぃっち（脚本）
- カミワザ・ワンダ（脚本）
- ぴったんこ!ねこざかな（脚本）

2017年
- ぴったんこ!!ねこざかな（脚本）

2020年
- あわじしまの七福神（脚本）

2023年
- B-PROJECT〜熱烈*ラブコール〜（脚本）

### 劇場アニメ
1993年
- 劇場版美少女戦士セーラームーンR（動画）

### OVA
1993年
- ぼくの地球を守って（動画）
- 超時空世紀オーガス02（動画）

1994年
- アイドル防衛隊ハミングバード'94夏（動画）
- MINKY MOMO IN 旅だちの駅（動画）

2000年
- AMON デビルマン黙示録（色彩設定）

2009年
- 百日の薔薇（シリーズ構成、脚本）

2012年
- タイトロープ（シリーズ構成、脚本）

### Webアニメ
2013年
- ヘタリア The Beautiful World（脚本）

2015年
- ヘタリア The World Twinkle（脚本）

2017年
- 超游世界（脚本）

2020年
- 魔神英雄伝ワタル 七魂の龍神丸（脚本）

### ゲーム
1994年
- ドラゴンボールZ 偉大なる孫悟空伝説（動画）

### テレビドラマ
2007年
- 美容少年★セレブリティ（脚本）

### ドラマCD
2003年
- 天正やおよろず（脚本）

### アンソロジー
- 火の玉ゲームコミックシリーズ サウザンドアームズ コミックアンソロジー 収録 『愛が好きです』 - 光文社、ISBN 4334804578

### その他
- 漫画 超魔神英雄伝ワタル 外伝（表紙仕上げ）[3] - 学習研究社、ISBN 4056019258
- アニメディア付録 パロメディア 2002 WINTER（表紙仕上げ）[4] - 学習研究社

## 作詞した作品
『ときめきドキドキハッピーラブ』
歌：桜塚美紀（小清水亜美）、作詞：江夏由結・山田ひろし、作曲・編曲：渡部チェル
『ドリーム! ドリーム! ドリーム』
歌：夢防衛少女隊（マイメロディ・クロミ・夢野歌・夢野奏・夢野琴・桜塚美紀・藤崎真菜（佐久間レイ・竹内順子・片岡あづさ・加藤夏希・八武崎碧・小清水亜美・杉本ゆう））、作詞：江夏由結、作曲・編曲：渡部チェル
『夢の汁ルンタッタ』
歌：ピアノちゃん・桜塚美紀（竹内順子・小清水亜美）、作詞：江夏由結、作曲・編曲：渡部チェル